# Vilnius
Vilnius (; in russo Вильнюс?, Vil'njus oppure Вильна, Vil'na; in polacco Wilno; in tedesco Wilna; in yiddish ווילנע‎?, Vilne), in italiano anche Vilna, è la capitale e la città più popolosa della Lituania, capoluogo dell'omonima contea. Vanta un centro storico barocco tra i più estesi e meglio conservati d'Europa, dichiarato patrimonio dell'umanità dell'UNESCO.

## Toponomastica e araldica civica
Lo stemma cittadino di Vilnius raffigura san Cristoforo (Kristupas) nell'atto di attraversare il fiume tenendo sulle spalle un Gesù infante. Fu messo alla città nel 1330, settimo anno dalla sua fondazione.
In precedenza lo stemma di Vilnius raffigurava Titan Alkis, eroe delle antiche leggende lituane, mentre trasportava dall'altra parte di un fiume la moglie Janteryte, tenendola sulle proprie spalle. Proprio in questo modo, secondo la leggenda, san Cristoforo aiutò Gesù bambino ad attraversare un fiume. Lo stemma anteriore, che traeva le sue origini da un periodo storico in cui il paganesimo era ancora profondamente radicato tra le popolazioni baltiche, è stato quindi probabilmente rielaborato al momento della conversione alla nuova fede, sostituendo il simbolo cristiano a quello pagano.

Vilnius vista di notte

Si ritiene che Vilnius, analogamente a molte altre città, debba l'origine del suo nome al fiume su cui sorge, la Vilnia.

## Geografia
Vilnius si trova nel sud est della Lituania, alla confluenza dei fiumi Vilnia e Neris. La posizione periferica rispetto al resto del paese è conseguenza della storia e del cambiamento dei confini lituani nel corso dei secoli. Un tempo era al centro non solo culturale, ma pure geografico del Granducato di Lituania. In origine, occupava anche una posizione centrale nell'area occupata dagli insediamenti lituani, anche se la popolazione della città è stata multietnica per la maggior parte della sua storia.
Vilnius è a 312 km dal Baltico e da Klaipėda, il principale porto lituano. Le altre grandi città lituane si possono raggiungere con facilità dalla capitale: Kaunas è a 102 km di distanza, Šiauliai a 214 km e Panevėžys a 135 km. L'area attuale di Vilnius è di 402 chilometri quadrati.
La Contea di Vilnius, estesa per 9 730 km², comprende oltre al Comune urbano di Vilnius altri sette comuni: il Comune distrettuale di Vilnius e i comuni di Šalčininkai, Širvintos, Švenčionys, Trakai, Ukmergė ed Elektrėnai.

### Clima
Il clima di Vilnius è continentale umido (Dfb secondo la classificazione climatica di Köppen). La media trentennale 1981-2010 delle temperature era di 6,6°C mentre per il periodo 1991/2020 (l'attuale da considerare) è aumentata a 7,3°C. Così in gennaio la temperatura media è passata da -4,1°C a -3,9°C ed in luglio da 17,9°C a 18,7°C. Queste differenze termiche sono aumentate significativamente nell'ultimo trentennio, attribuito dal Servizio Idrometeorologico Lituano (che monitora il clima della Lituania) al surriscaldamento globale. Le precipitazioni annuali attualmente sono diminuite e si aggirano ad oltre 650 mm.
D'estate le giornate sono calde specialmente tra luglio ed agosto con temperature giornaliere sopra i 30°C nelle ondate di caldo torride periodiche, tant'è che ristoranti ed attività all'aperto sono presi d'assalto di giorno. 

D'altro canto, gli inverni possono essere molto freddi con difficoltà di superare gli 0°C con temperature anche inferiori i 25°C tra gennaio e febbraio. I laghi attorno la città ghiacciano e negli inverni estremamente freddi si gelano pure i fiumi della capitale. 
| Vilnius (1991-2020)              | Mesi         | Mesi         | Mesi         | Mesi         | Mesi        | Mesi        | Mesi        | Mesi             | Mesi        | Mesi         | Mesi         | Mesi         | Stagioni | Stagioni | Stagioni | Stagioni | Anno  |
| Vilnius (1991-2020)              | Gen          | Feb          | Mar          | Apr          | Mag         | Giu         | Lug         | Ago              | Set         | Ott          | Nov          | Dic          | Inv      | Pri      | Est      | Aut      | Anno  |
| -------------------------------- | ------------ | ------------ | ------------ | ------------ | ----------- | ----------- | ----------- | ---------------- | ----------- | ------------ | ------------ | ------------ | -------- | -------- | -------- | -------- | ----- |
| T. max. media (°C)               | −1,7         | −0,5         | 4,4          | 12,6         | 18,4        | 21,7        | 23,8        | 23,1             | 17,4        | 10,3         | 3,7          | −0,3         | −0,8     | 11,8     | 22,9     | 10,5     | 11,1  |
| T. media (°C)                    | −3,8         | −3,1         | 0,9          | 7,6          | 13,0        | 16,4        | 18,7        | 17,9             | 13,0        | 7,1          | 1,9          | −2,1         | −3,0     | 7,2      | 17,7     | 7,3      | 7,3   |
| T. min. media (°C)               | −5,9         | −5,6         | −2,7         | 2,6          | 7,5         | 11,1        | 13,6        | 12,7             | 8,5         | 3,9          | 0,0          | −4,0         | −5,2     | 2,5      | 12,5     | 4,1      | 3,5   |
| T. max. assoluta (°C)            | 12,3 (2023)  | 14,4 (1990)  | 19,8 (1990)  | 29,0 (2012)  | 31,8 (1931) | 34,2 (2019) | 35,4 (1959) | 34,9 (1992/2015) | 33,1 (2015) | 24,5 (1942)  | 15,5 (2002)  | 10,5 (1960)  | 14,4     | 31,8     | 35,4     | 33,1     | 35,4  |
| T. min. assoluta (°C)            | −37,2 (1940) | −35,8 (1956) | −29,6 (1964) | −14,4 (1931) | −4,4 (1995) | 0,1 (1928)  | 3,5 (1977)  | 1,0 (1966)       | −4,8 (1986) | −14,4 (1956) | −22,8 (1890) | −30,5 (1978) | −37,2    | −29,6    | 0,1      | −22,8    | −37,2 |
| Giorni di calura (Tmax ≥ 30 °C)  | 0            | 0            | 0            | 0            | 0,1         | 0,8         | 2,4         | 1,7              | 0,1         | 0,0          | 0,0          | 0,0          | 0,0      | 0,1      | 4,9      | 0,1      | 5,1   |
| Giorni di gelo (Tmin ≤ 0 °C)     | 25,2         | 22,5         | 20,8         | 9,0          | 1,4         | 0,0         | 0,0         | 0,0              | 0,5         | 6,3          | 13,6         | 23,2         | 70,9     | 31,2     | 0,0      | 20,4     | 122,5 |
| Giorni di ghiaccio (Tmax ≤ 0 °C) | 17,1         | 13,4         | 5,7          | 0,1          | 0,0         | 0,0         | 0,0         | 0,0              | 0,0         | 0,3          | 6,1          | 13,8         | 44,3     | 5,8      | 0,0      | 6,4      | 56,5  |
| Precipitazioni (mm)              | 48,3         | 42,5         | 43,2         | 41,8         | 57,4        | 68,7        | 91,3        | 79,3             | 56,3        | 60,7         | 48,7         | 50,8         | 141,6    | 142,4    | 239,3    | 165,7    | 689,0 |
| Giorni di pioggia                | 12,1         | 10,9         | 9,9          | 8,1          | 10,0        | 10,3        | 11,3        | 10,2             | 8,6         | 10,8         | 10,4         | 11,7         | 34,7     | 28,0     | 31,8     | 29,8     | 124,3 |

Gli estremi di temperatura partono dal 1877. Gli estremi delle temperature sono aggiornati a marzo 2024.
| Vilnius (1981-2010) Fonte:   | Mesi         | Mesi         | Mesi         | Mesi         | Mesi        | Mesi        | Mesi        | Mesi        | Mesi        | Mesi         | Mesi         | Mesi         | Stagioni | Stagioni | Stagioni | Stagioni | Anno  |
| Vilnius (1981-2010) Fonte:   | Gen          | Feb          | Mar          | Apr          | Mag         | Giu         | Lug         | Ago         | Set         | Ott          | Nov          | Dic          | Inv      | Pri      | Est      | Aut      | Anno  |
| ---------------------------- | ------------ | ------------ | ------------ | ------------ | ----------- | ----------- | ----------- | ----------- | ----------- | ------------ | ------------ | ------------ | -------- | -------- | -------- | -------- | ----- |
| T. max. media (°C)           | −1,8         | −1,1         | 3,8          | 12,1         | 18,4        | 20,9        | 23,2        | 22,4        | 16,6        | 10,2         | 3,3          | −0,7         | −1,2     | 11,4     | 22,2     | 10,0     | 10,6  |
| T. media (°C)                | −4,1         | −3,9         | 0,1          | 6,9          | 12,8        | 15,6        | 17,9        | 17,0        | 12,0        | 6,7          | 1,2          | −2,8         | −3,6     | 6,6      | 16,8     | 6,6      | 6,6   |
| T. min. media (°C)           | −6,7         | −6,9         | −3,5         | 2,1          | 7,3         | 10,6        | 12,9        | 12,1        | 7,8         | 3,5          | −1,1         | −5,3         | −6,3     | 2,0      | 11,9     | 3,4      | 2,7   |
| T. max. assoluta (°C)        | 11,0 (2007)  | 14,4 (1990)  | 19,8 (1990)  | 29,0 (2012)  | 31,8 (1931) | 34,2 (2019) | 35,4 (1959) | 34,9 (1992) | 33,1 (2015) | 24,5 (1942)  | 15,5 (2002)  | 10,5 (1960)  | 14,4     | 31,8     | 35,4     | 33,1     | 35,4  |
| T. min. assoluta (°C)        | −37,2 (1940) | −35,8 (1956) | −29,6 (1964) | −14,4 (1931) | −4,4 (1995) | 0,1 (1928)  | 3,5 (1977)  | 1,0 (1966)  | −4,8 (1986) | −14,4 (1956) | −22,8 (1890) | −30,5 (1978) | −37,2    | −29,6    | 0,1      | −22,8    | −37,2 |
| Nuvolosità (okta al giorno)  | 8,0          | 7,4          | 6,5          | 6,0          | 5,8         | 6,4         | 6,0         | 5,7         | 6,4         | 6,9          | 8,3          | 8,5          | 8,0      | 6,1      | 6,0      | 7,2      | 6,8   |
| Precipitazioni (mm)          | 48           | 37           | 42           | 42           | 64          | 75          | 92          | 73          | 61          | 56           | 46           | 53           | 138      | 148      | 240      | 163      | 689   |
| Giorni di pioggia            | 11           | 9            | 11           | 13           | 14          | 15          | 15          | 13          | 15          | 16           | 15           | 13           | 33       | 38       | 43       | 46       | 160   |
| Giorni di neve               | 18           | 17           | 12           | 4            | 0,2         | 0,0         | 0,0         | 0,0         | 0,1         | 2,0          | 9,0          | 17,0         | 52,0     | 16,2     | 0,0      | 11,1     | 79,3  |
| Giorni di nebbia             | 5            | 4            | 4            | 2            | 2           | 2           | 2           | 3           | 5           | 5            | 7            | 6            | 15       | 8        | 7        | 17       | 47    |
| Umidità relativa media (%)   | 87           | 84           | 77           | 69           | 67          | 72          | 74          | 75          | 80          | 84           | 89           | 89           | 86,7     | 71       | 73,7     | 84,3     | 78,9  |
| Ore di soleggiamento mensili | 36           | 71           | 117          | 164          | 241         | 231         | 219         | 217         | 140         | 94           | 33           | 25           | 132      | 522      | 667      | 267      | 1 588 |
| Vento (direzione-m/s)        | S 4,3        | S 4,0        | S 3,8        | SE 3,4       | NW 3,1      | W 2,9       | W 2,8       | W 2,7       | S 3,0       | S 3,6        | S 3,8        | S 3,8        | 4,0      | 3,4      | 2,8      | 3,5      | 3,4   |

## Storia
Nata come primo insediamento di tribù baltiche, fu ben presto abitata dagli Slavi e, almeno dall'XI secolo, dagli Ebrei. Diversi storici identificano la città con Voruta, la capitale di re Mindaugas. La città fu menzionata per la prima volta in fonti scritte nel 1323 e sulla sua fondazione trae spunto una leggenda locale relativa a un lupo di ferro. L'allora centro cittadino era un forte di legno, costruito sulla sommità di una collina dal duca di Lituania Gediminas. Il re di Polonia e gran duca di Lituania Ladislao II Jagellone (in lituano Jogaila; in polacco, Władysław Jagiełło) concesse a Vilnius i diritti di città nel 1387. La popolazione cittadina era inizialmente composta da lituani, ma presto crebbe, includendo mercanti ed artigiani di diverse nazionalità.
A partire dalla conversione della Lituania al cattolicesimo nel 1387 saranno edificate a Vilnius molte splendide chiese che ancora caratterizzano il centro storico. Tra il 1503 e il 1522 la città fu circondata da mura, con nove porte e tre torri. Tutte le porte saranno demolite verso la fine del XVIII secolo, tranne la Porta dell'Aurora, nella cui cappella è venerata un'effigie della Vergine Maria Madre della Misericordia ritenuta miracolosa, meta di pellegrinaggio.
Vilnius raggiunse il massimo dello sviluppo sotto il regno di Sigismondo II di Polonia, che ivi stabilì la sua corte nel 1544. Nei secoli successivi, Vilnius crebbe e si sviluppò sempre di più.
Questa crescita è stata favorita dall'Università di Vilnius, fondata da Stefano I Báthory nel 1579 e per due secoli guidata dai Gesuiti. L'università divenne presto uno dei maggiori centri scientifici e culturali della regione baltica, il più importante nel Granducato di Lituania: conserva la più antica e ricca biblioteca del Paese. La prestigiosa istituzione nel 1832 venne chiusa d'imperio dagli occupanti russi e poté riaprire solo nel 1919.
Anche la vita politica, economica e sociale della città conobbe un vero fermento. Nel 1769 fu fondato il cimitero di Rasos, conosciuto con il nome lituano di Rasu kapines.
Sviluppandosi velocemente, la città accoglieva immigrati dall'ovest e dall'est. In città si stabilirono, tra le altre, comunità di polacchi, lituani, bielorussi, ebrei, russi, tedeschi, ruteni. Ogni etnia diede il suo contributo alla vita cittadina: a quel tempo prosperavano l'artigianato, il commercio e la scienza. Nel 1655 Vilnius venne conquistata dai Russi, che la saccheggiarono e la diedero alle fiamme, massacrando la popolazione. La crescita cittadina s'arrestò per molti anni, anche se il numero di abitanti tornò ad aumentare abbastanza presto e, agli inizi del XIX secolo, era la terza città dell'Europa Orientale. Dopo la Terza spartizione della Polonia, nel 1795, Vilnius fu annessa alla Russia e divenne la capitale del governatorato di Vil'na. I russi distrussero le mura cittadine e, trascorso il periodo tra il 1799 ed il 1805, rimase in piedi solo la famosa Porta Orientale (Aušros Vartai, oppure Medininku Vartai in lituano, Ostra Brama in polacco). Nel 1812, la città fu presa da Napoleone durante la sua avanzata verso Mosca. Dopo il fallimento della sua campagna, la Grande Armée si ritirò nell'area, dove migliaia di soldati francesi vennero seppelliti nelle trincee che avevano costruito mesi prima. Dopo la Rivolta di Novembre nel 1831, la chiusura dell'Università e le repressioni delle autorità russe bloccarono la successiva crescita della città. Durante la Rivoluzione di Gennaio nel 1863, in città si combatté aspramente ma la rivolta venne soffocata brutalmente da Mikhail Muravyov-Vilensky (soprannominato dai cittadini "Impiccatore" per il gran numero di esecuzioni che ordinò). Dopo il fallimento della rivolta, le libertà dei cittadini furono seriamente limitate e l'uso di Lituano, Polacco e Bielorusso fu bandito, a vantaggio del russo.
Durante la prima guerra mondiale Vilnius fu occupata dai tedeschi dal 1915 al 1918. Il 16 febbraio 1918 venne proclamata l'Indipendenza Lituana. Dopo il ritiro delle truppe tedesche, per un breve periodo la città fu controllata da unità d'autodifesa, reclutata tra la locale popolazione polacca. Presto, però, i Bolscevichi la occuparono, eleggendola capitale dell'effimera Repubblica Socialista Sovietica Lituano Bielorussa. Il 19 aprile 1919 la città fu conquistata dall'Esercito polacco, ma il 14 luglio successivo venne ripresa dai sovietici.
Poco dopo, il ritiro dell'Armata Rossa, sconfitta nella Battaglia di Varsavia, consegnò la città alla restaurata Lituania. Il 12 luglio 1920, il trattato di pace tra Lituania e Russia bolscevica riconobbe Vilnius come capitale della Repubblica di Lituania. Il 9 ottobre 1920, la divisione lituano-bielorussa dell'esercito polacco, al comando del generale Lucjan Żeligowski, conquistò la città, dopo aver messo in scena un ammutinamento. Si proclamò un nuovo stato, la Lituania Centrale (Litwa Srodkowa), costituito dalla città e dai territori circostanti. Il parlamento del nuovo stato, eletto con libere elezioni, il 20 febbraio 1922 proclamò l'annessione alla Polonia. Vilnius divenne così il capoluogo del Voivodato di Wilno. Le autorità lituane, dalla nuova capitale, Kaunas, rifiutarono di riconoscere l'annessione di Vilnius alla Polonia e le relazioni diplomatiche tra i due paesi vennero interrotte fino al 1938. Nel frattempo, la città conobbe un nuovo periodo di veloce sviluppo. L'Università fu riaperta con il nome di Università Stefano Báthory e le infrastrutture urbane furono significativamente migliorate. Nel 1931, Vilnius aveva oltre 195 000 abitanti, che ne facevano la quinta città polacca. D'altro canto, diversi lituani contestano quest'immagine di crescita economica e fanno notare che il livello di vita nella Vilnius di allora era considerevolmente inferiore a quello goduto dalle regioni rimaste a far parte dello Stato lituano.

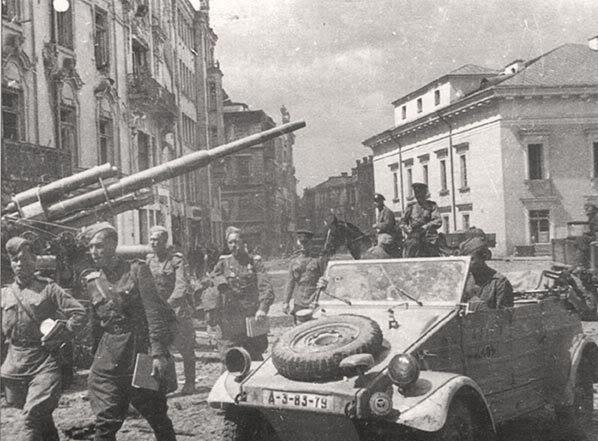
I soldati sovietici nel centro di Vilnius il 13 luglio 1944

A seguito del protocollo segreto allegato al Patto Molotov-Ribbentrop, che divideva l'Europa Orientale tra una sfera d'influenza sovietica ed una tedesca, l'Armata Rossa invase la Polonia Orientale. Vilnius fu conquistata il 19 settembre 1939. Inizialmente i sovietici intendevano farne la capitale della Repubblica Socialista Sovietica Bielorussa, ma in seguito, poiché la Lituania continuava a reclamare la città, trovarono più opportuno offrirla al governo lituano, in cambio del permesso di stanziare truppe sovietiche all'interno del paese baltico. Questa offerta, presentata come la proposta di un patto d'amicizia tra i due paesi, aveva anche il fine di aiutare i comunisti lituani a guadagnare una maggiore popolarità. La Lituania, sorprendendo i sovietici, rifiutò l'accordo, dal momento che le guarnigioni sovietiche sarebbero state una minaccia per l'indipendenza lituana. I sovietici allora presentarono l'accordo come un ultimatum, affermando che l'Armata Rossa sarebbe entrata comunque in Lituania, che quest'ultima fosse stata d'accordo o meno. I lituani allora cedettero, riuscendo ad ottenere che entrasse nel loro paese un numero di militari sovietici inferiore a quello inizialmente programmato da Mosca. Il 10 ottobre 1939, Vilnius e le aree circostanti (circa un quinto delle terre reclamate dai lituani) furono annesse alla Lituania, mentre le truppe sovietiche prendevano possesso delle loro nuove basi, in varie parti del paese. Le autorità lituane entrarono a Vilnius poco dopo e le strutture governative cominciarono ad esservi spostate da Kaunas. I lituani non gradivano di avere una capitale così vicina al confine sovietico. Cercarono così, pare, di rallentare il più possibile il trasferimento a Vilnius dei corpi centrali dello stato. Nel giugno del 1940, quando il trasferimento della capitale non era stato ancora completato, la Lituania fu occupata dall'Unione Sovietica, che instaurò un governo comunista. L'operazione fu condotta sia dalle truppe stanziate nel paese a seguito dell'accordo sopra menzionato, che da ulteriori reparti, fatti affluire al confine lituano. Vilnius divenne la capitale dell'appena proclamata Repubblica Socialista Sovietica Lituana. Tra i 35 000 ed i 40 000 abitanti della città furono arrestati dall'NKVD ed inviati nei gulag.
Nel giugno 1941, la città fu conquistata dai tedeschi. Nella città vecchia, vennero creati due ghetti per la numerosa popolazione ebraica, che prima della guerra contava oltre 60 000 persone. Gli abitanti del ghetto più piccolo furono assassinati o deportati già nell'ottobre del 1941. Il secondo ghetto sopravvisse fino al 1943, anche se la sua popolazione venne regolarmente decimata per mezzo delle cosiddette Aktionen. Una rivolta degli abitanti del Ghetto di Vilnius, fallita il 1º settembre 1943, fu seguita dalla definitiva distruzione dello stesso. Nel complesso, circa il 95% della locale popolazione ebraica fu assassinata. Gli ebrei rappresentano la stragrande maggioranza delle 100 000 vittime delle esecuzioni di massa a Paneriai, circa 10 km ad ovest del centro della Città Vecchia. Tra le vittime ci furono anche circa 30 000 polacchi: prigionieri di guerra, intellettuali e membri della resistenza polacca.
Il 13 luglio 1944, l'Armata Rossa raggiunse e, in collaborazione con i reparti dell'Armia Krajowa polacca, occupò, dopo una aspra battaglia con la guarnigione tedesca, Vilnius, che fu subito annessa all'Unione Sovietica come capitale della restaurata Repubblica Socialista Sovietica Lituana.
Immediatamente dopo la seconda guerra mondiale, il governo sovietico deliberò di espellere l'etnia polacca (oltre alla meno numerosa comunità tedesca) da Lituania e Bielorussia. La decisione venne presa durante il cosiddetto rimpatrio, concordato dai sovietici con il governo comunista polacco, e contribuì a modificare profondamente la situazione demografica di Vilnius. Lo sterminio degli ebrei durante la guerra e, nel dopoguerra, l'espulsione dei polacchi, il trasferimento in città di molti contadini lituani, l'immigrazione dalle altre repubbliche sovietiche diedero luogo ad un vero e proprio cambiamento di popolazione, cultura e tradizioni. Solo dopo il 1960, comunque, la popolazione della città crebbe rapidamente, per le immigrazioni dalle campagne. L'11 marzo 1990, il Soviet supremo della RSS Lituana proclamò l'indipendenza dall'URSS, restaurando la Repubblica di Lituania. Il governo sovietico, il 9 gennaio 1991, inviò truppe ed il 13 gennaio successivo, durante l'attacco dell'Armata Rossa all'edificio della radiotelevisione lituana, vennero uccise quattordici persone e più di 700 rimasero gravemente ferite. Solo nell'agosto del 1991 l'Unione Sovietica riconobbe l'indipendenza della Lituania.
Da allora Vilnius ha sempre più preso i caratteri di una città dell'Europa occidentale. Molti palazzi antichi sono stati restaurati. Si è anche costruito un nuovo centro direzionale, il cui edificio più alto, l'Europa Tower, tocca i 150 metri. Nel 2009, Vilnius, è stata nominata "Capitale europea della cultura". È anche sede arcivescovile.

## Demografia
Secondo le statistiche ufficiali del 2001 gli abitanti erano circa 542 300 (553 232 nel 2003), di cui il 57,8% di etnia lituana, il 18,7% polacchi, il 14% russi, il 4% bielorussi, il 5,5% di altre nazionalità.
Nella statistica ufficiale del 2012 gli abitanti erano scesi a 533 279, ma in controtendenza i Lituani erano aumentati al 63,2% della popolazione, mentre Polacchi e Russi erano scesi rispettivamente a 16,5% e 12%; ebrei scomparsi (già in netto calo negli anni), e l'8,6% di altre nazionalità come Bielorussi o Ucraini.

## Economia
Vilnius è il principale centro economico della Lituania ed uno dei maggiori centri finanziari degli stati baltici. Anche se comprende solo il 20% della popolazione lituana, produce circa il 35% del PIL. Sulla base di queste cifre, il suo PIL pro capite, basato sulla parità di potere d'acquisto, nel 2005 ammonta a circa 33 100 dollari, superiore alla media dell'Unione europea. La crisi economica che ha semiparalizzato il paese nel 2009 ha fermato lo sviluppo della città.

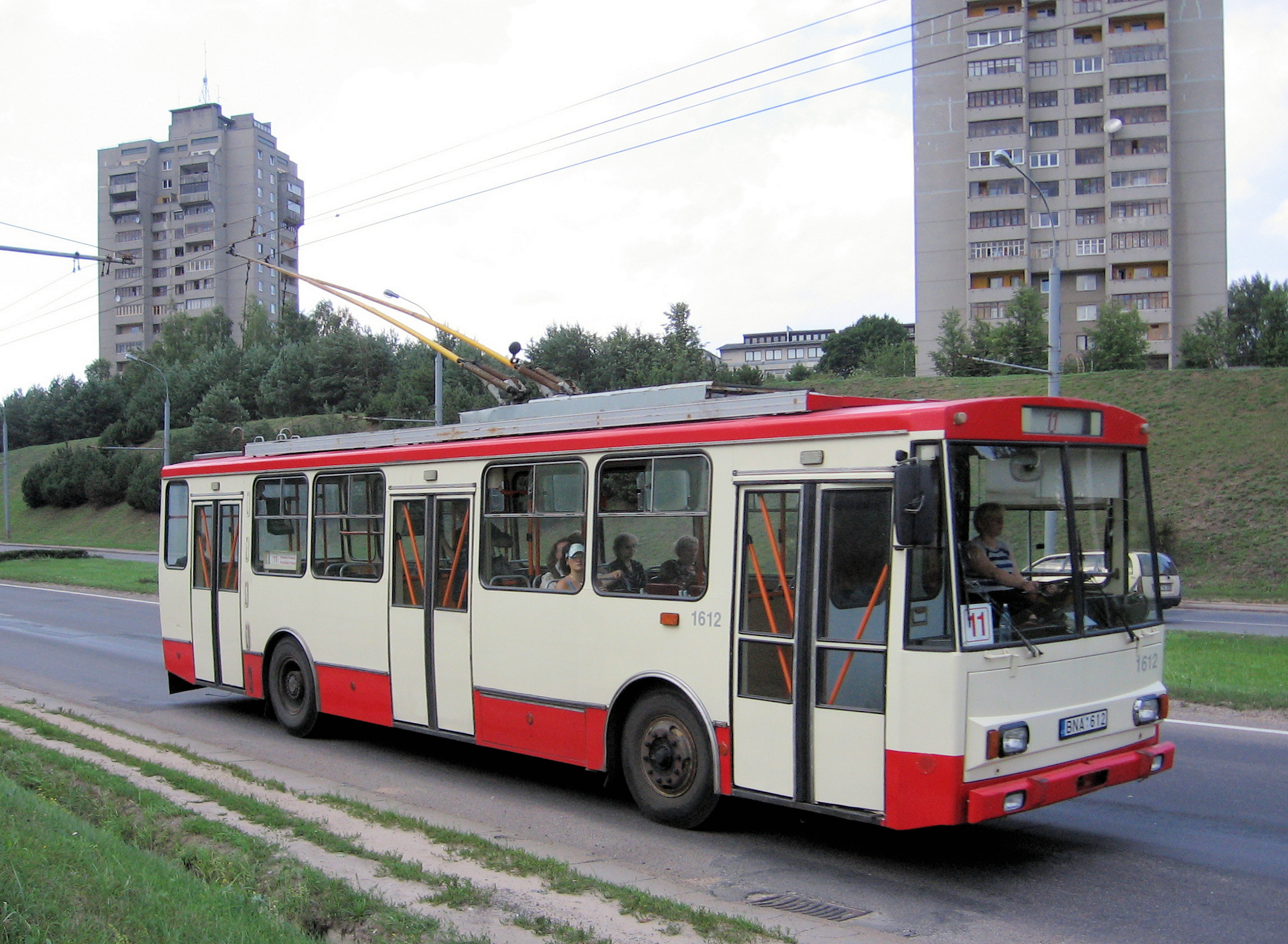
Vilnius: filobus Škoda 14Tr n. 1612 sulla linea 11

## Infrastrutture e trasporti
Vilnius è il punto di partenza delle autostrade Vilnius-Kaunas-Klaipėda e Vilnius-Panevėžys. Anche se il fiume Neris sarebbe navigabile, non esistono regolari trasporti via acqua. All'aeroporto Internazionale di Vilnius fanno capo i principali collegamenti aerei tra la Lituania e le maggiori città d'Europa. L'aeroporto è collegato alla stazione centrale da un treno navetta che viaggia su una linea a binario unico. Anche la stazione ferroviaria di Vilnius è un importante nodo di comunicazioni con la Federazione Russa e Bielorussia. Numerosi convogli regionali ed espressi raggiungono Kaunas, Klaipėda, Šiaulai, Ignalina, Varėna e Telšiai.
Un complesso di linee, esercite con autobus e filobus, permette di collegare i vari punti della città. È in programma la costruzione di una metropolitana, ancora non realizzata (2019).

## Sport
La principale squadra cittadina di pallacanestro – disciplina che è comunemente considerata sport nazionale – è il Lietuvos rytas. Gioca le proprie partite interne alla Siemens Arena, il secondo più grande impianto coperto nazionale.
La squadra calcistica più importante della città è lo FK Žalgiris, da non confondere con il Kauno Žalgiris della città di Kaunas. I biancoverdi di Vilnius sono stati campioni di Lituania per quattro anni di fila dal 2013 al 2016 (quando è arrivato il settimo titolo nazionale), lasciandosi così alle spalle i problemi finanziari che avevano portato il club ad essere escluso dalla A Lyga 2009, in un periodo in cui la crisi economica aveva colpito duramente la nazione. All'anno 2019, nella massima serie oltre all'FK Žalgiris milita solo un'altra squadra di Vilnius, ovvero il neopromosso Riteriai.

## Amministrazione

### Gemellaggi
- Chicago
- Pavia
- Donec'k
- Reykjavík
- Cracovia
- Varsavia
- Danzica
- Łódź
- Tirana[12]
- Palermo[13]
- Astana

## Riferimenti nella cultura di massa
Nel film del 1990 Caccia a Ottobre Rosso di John McTiernan, Vilnius è citata come la città di origine del comandante sovietico Marko Ramius (interpretato da Sean Connery), nonché come il luogo dove il nonno del personaggio, uno dei protagonisti della pellicola, gli avrebbe insegnato a pescare in gioventù. Ramius viene definito il professore di Vilnius, con riferimento alla sua anzianità di servizio in marina.

## Galleria d'immagini

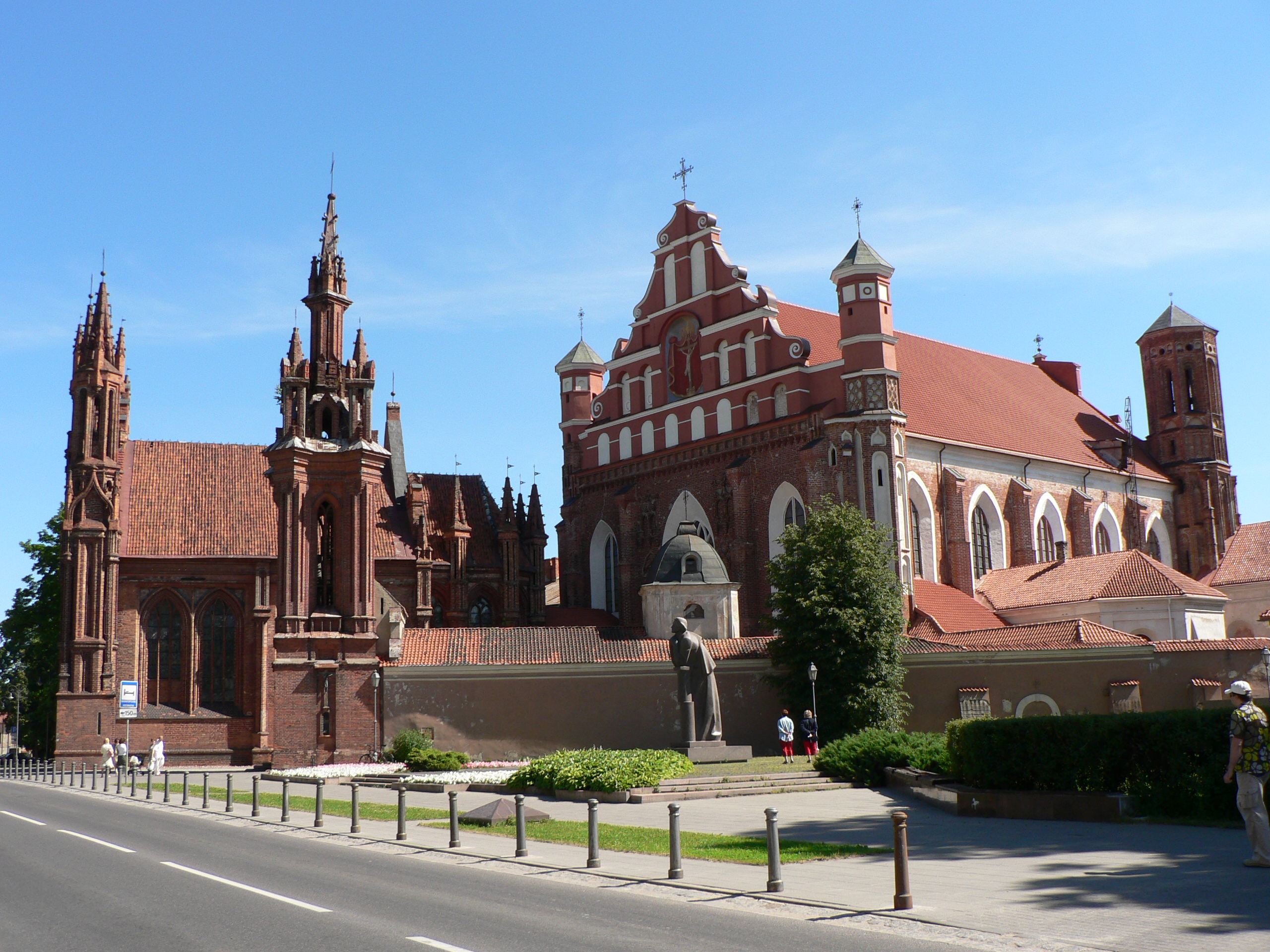
La chiesa di Sant'Anna e la chiesa del monastero di San Bernardino
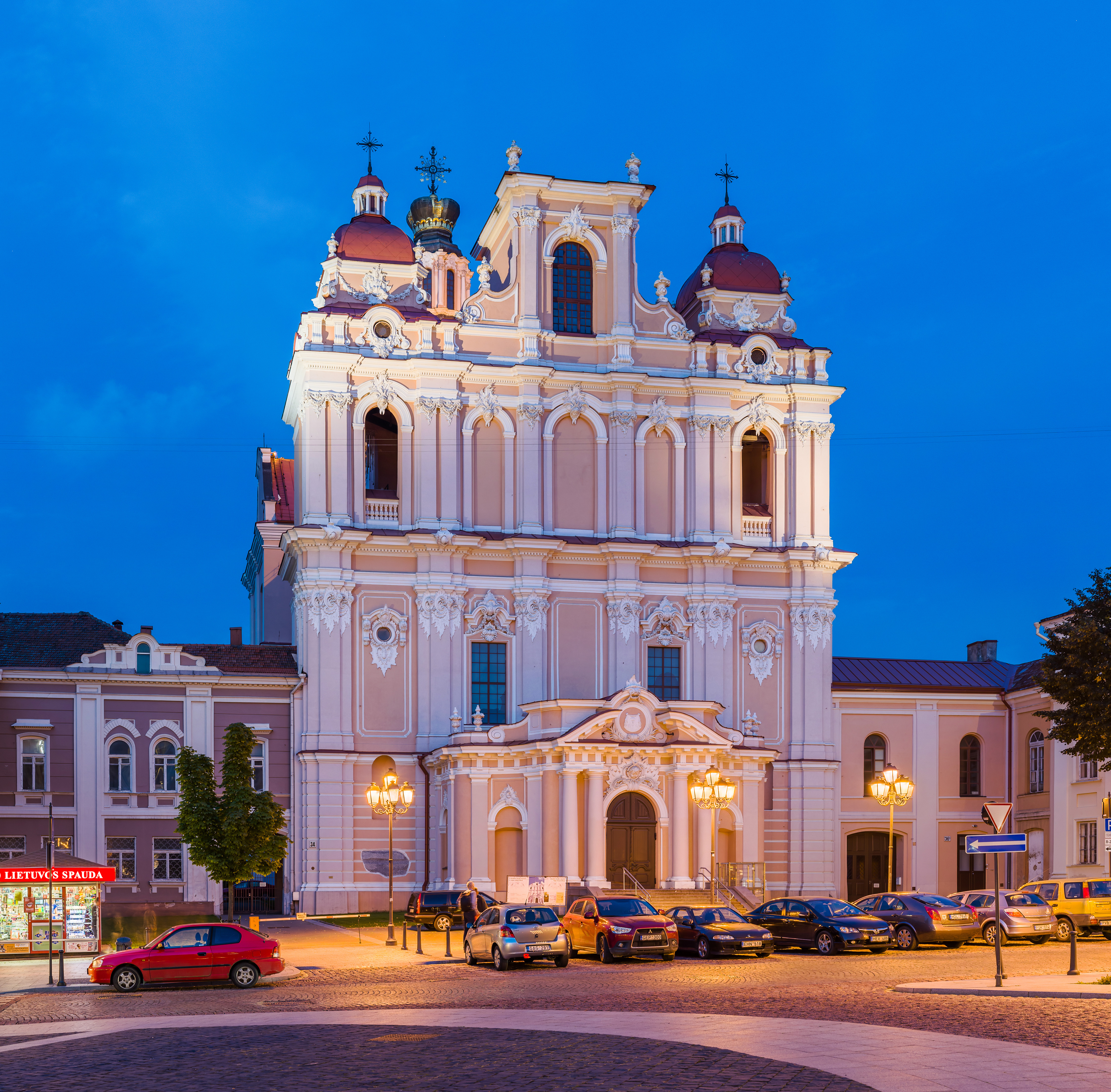
Chiesa di San Casimiro
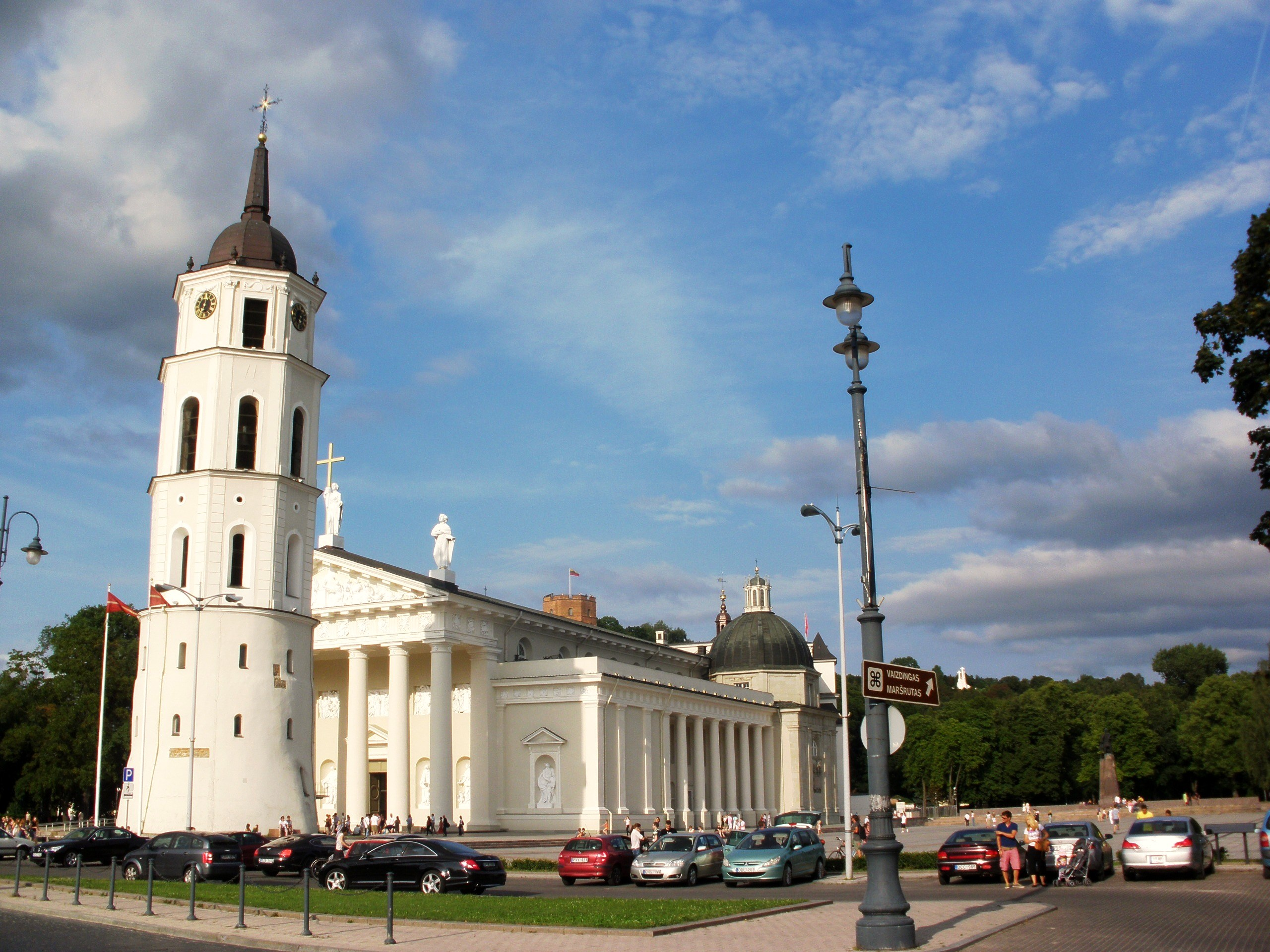
Cattedrale cattolica dei Santi Stanislao e Ladislao
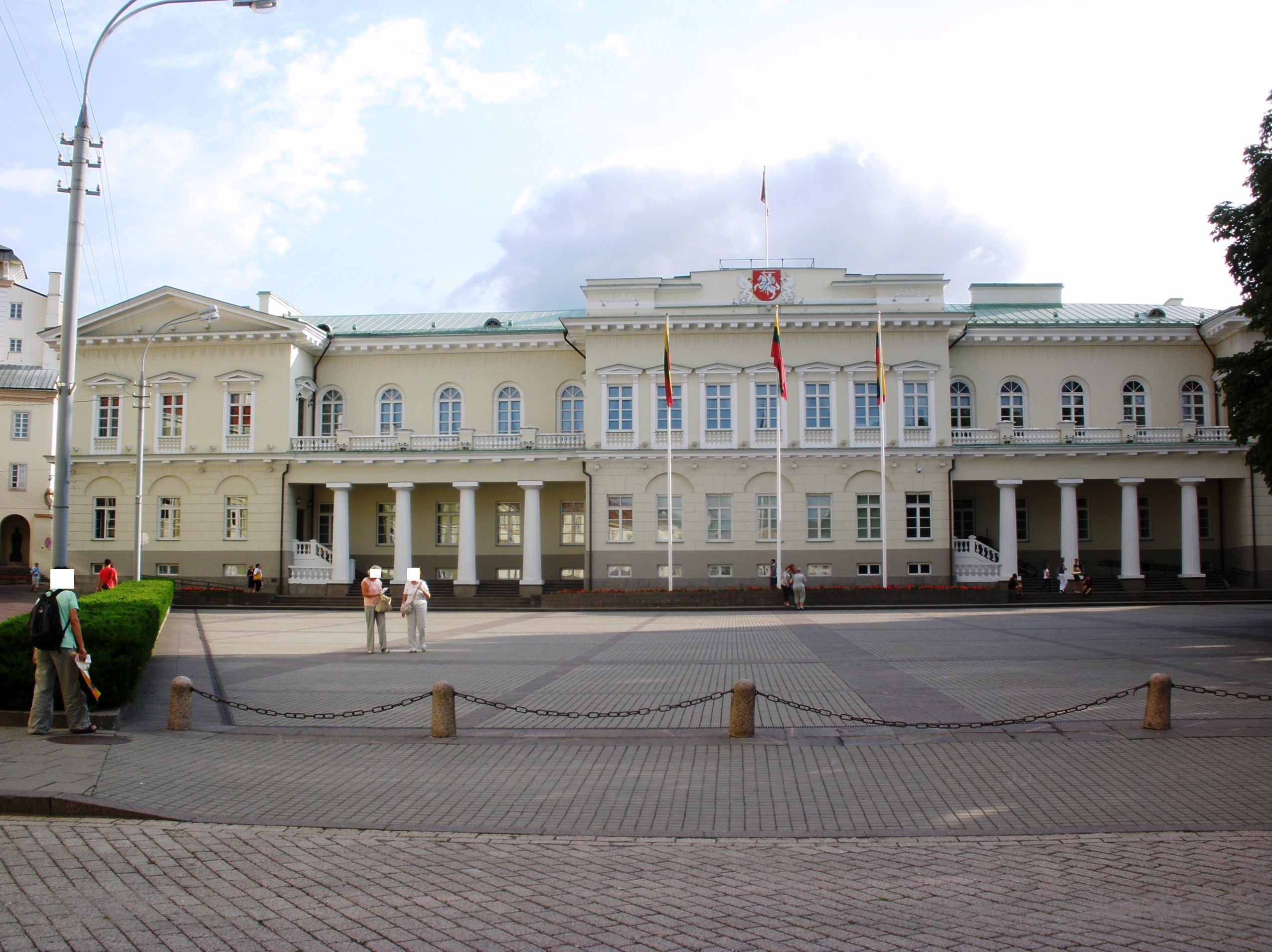
Palazzo presidenziale
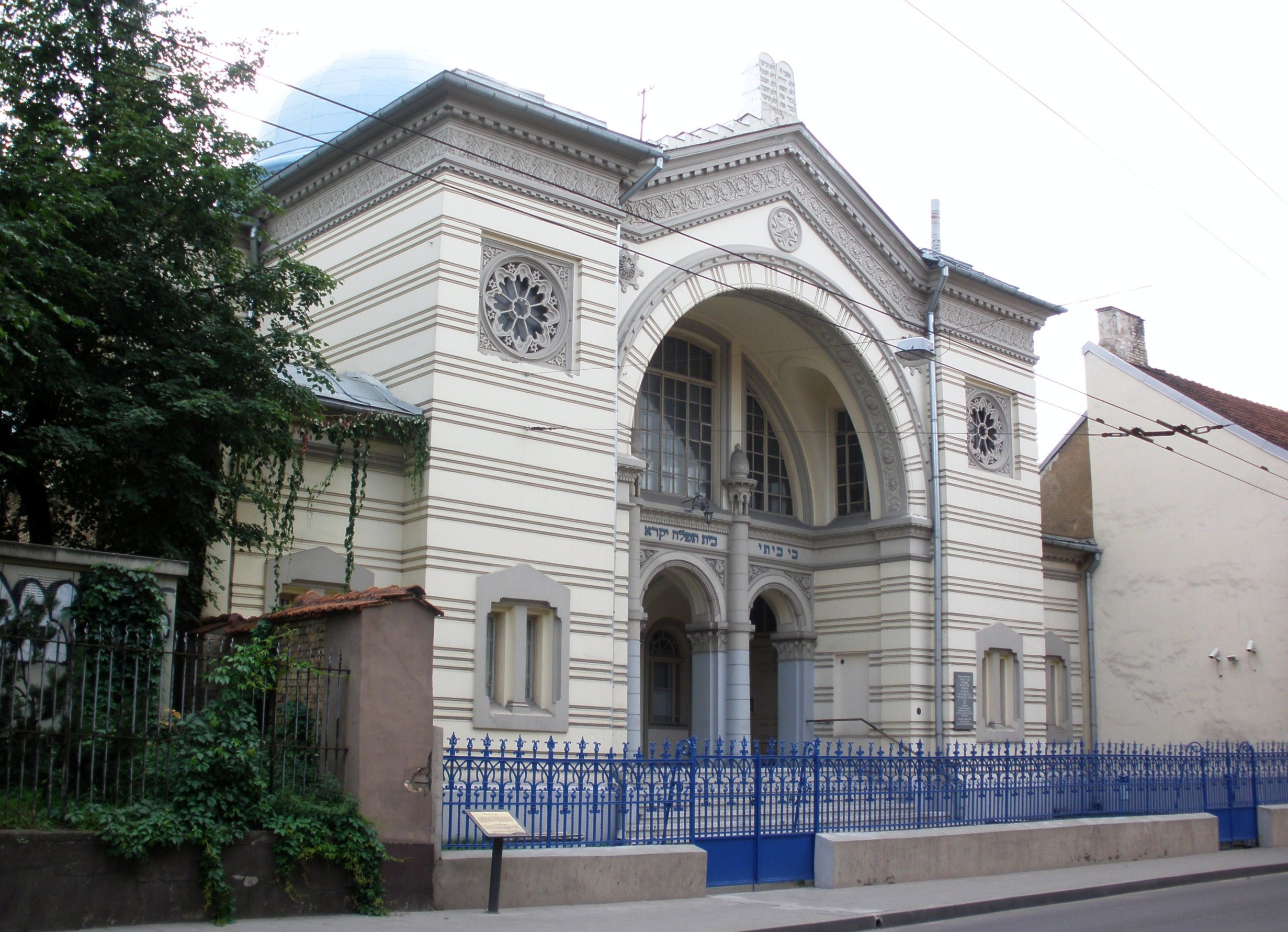
Sinagoga corale
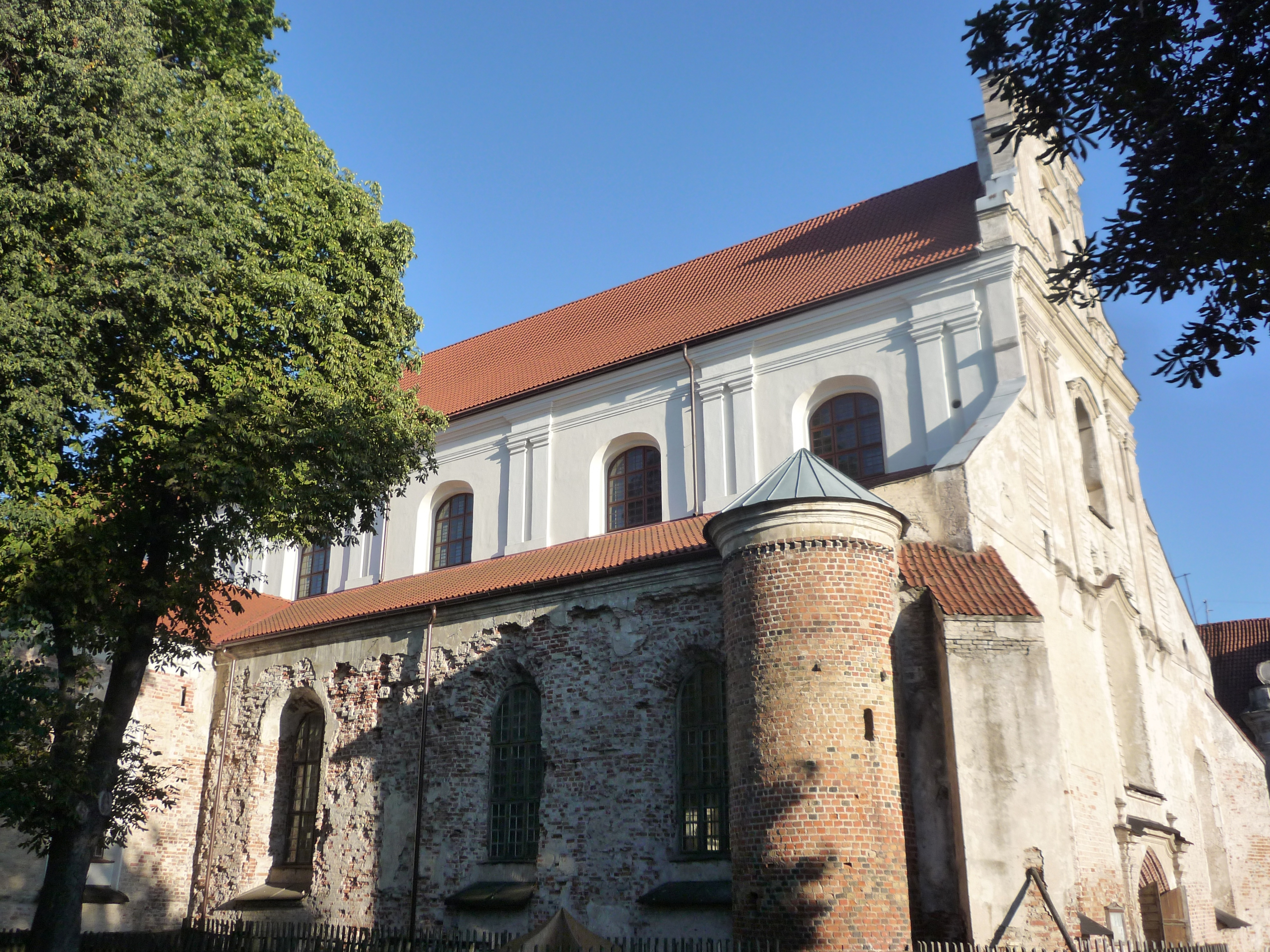
Chiesa francescana dell'Assunzione della Madonna
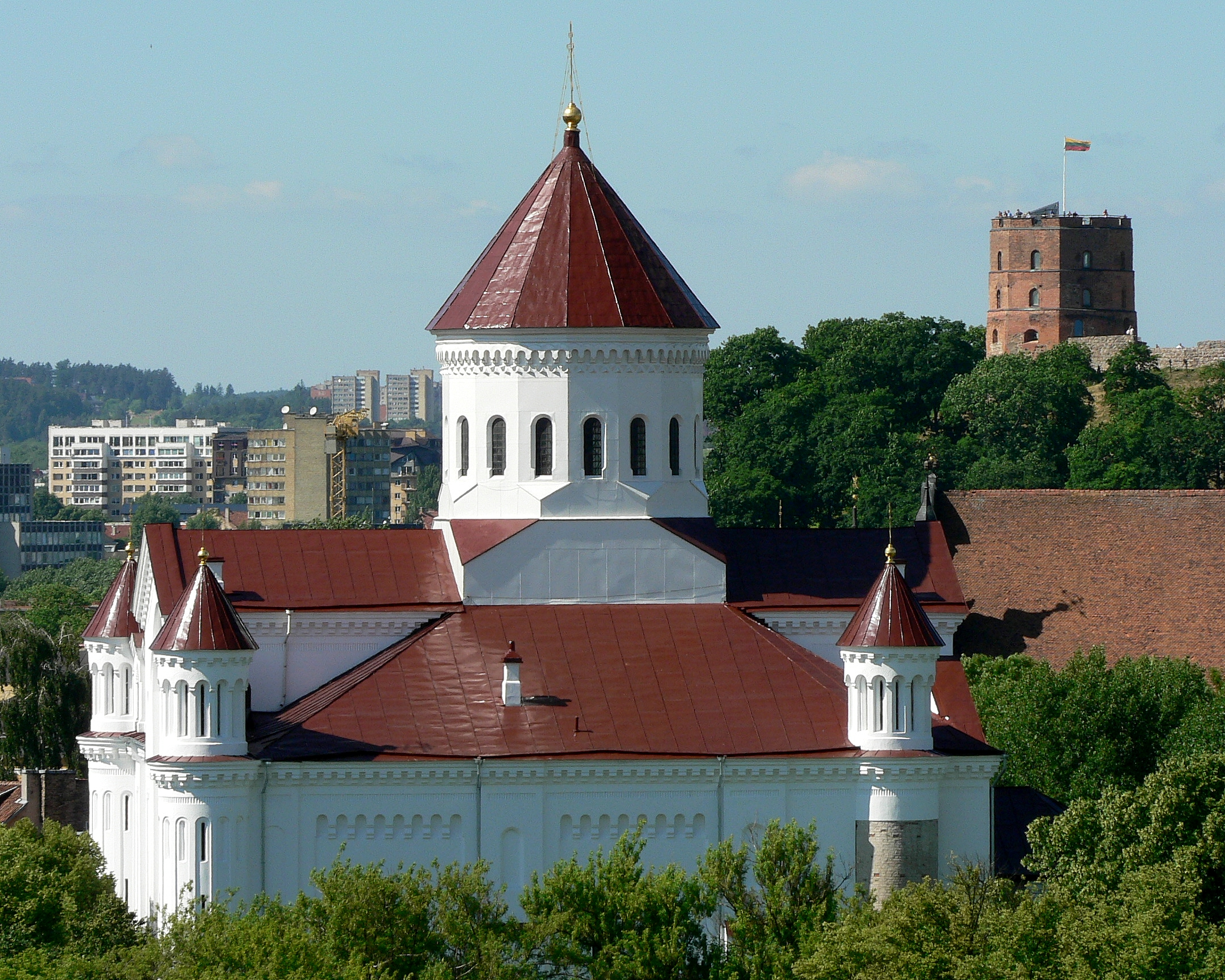
Cattedrale ortodossa di Santa Maria Madre di Dio, con la Torre di Gediminas sullo sfondo
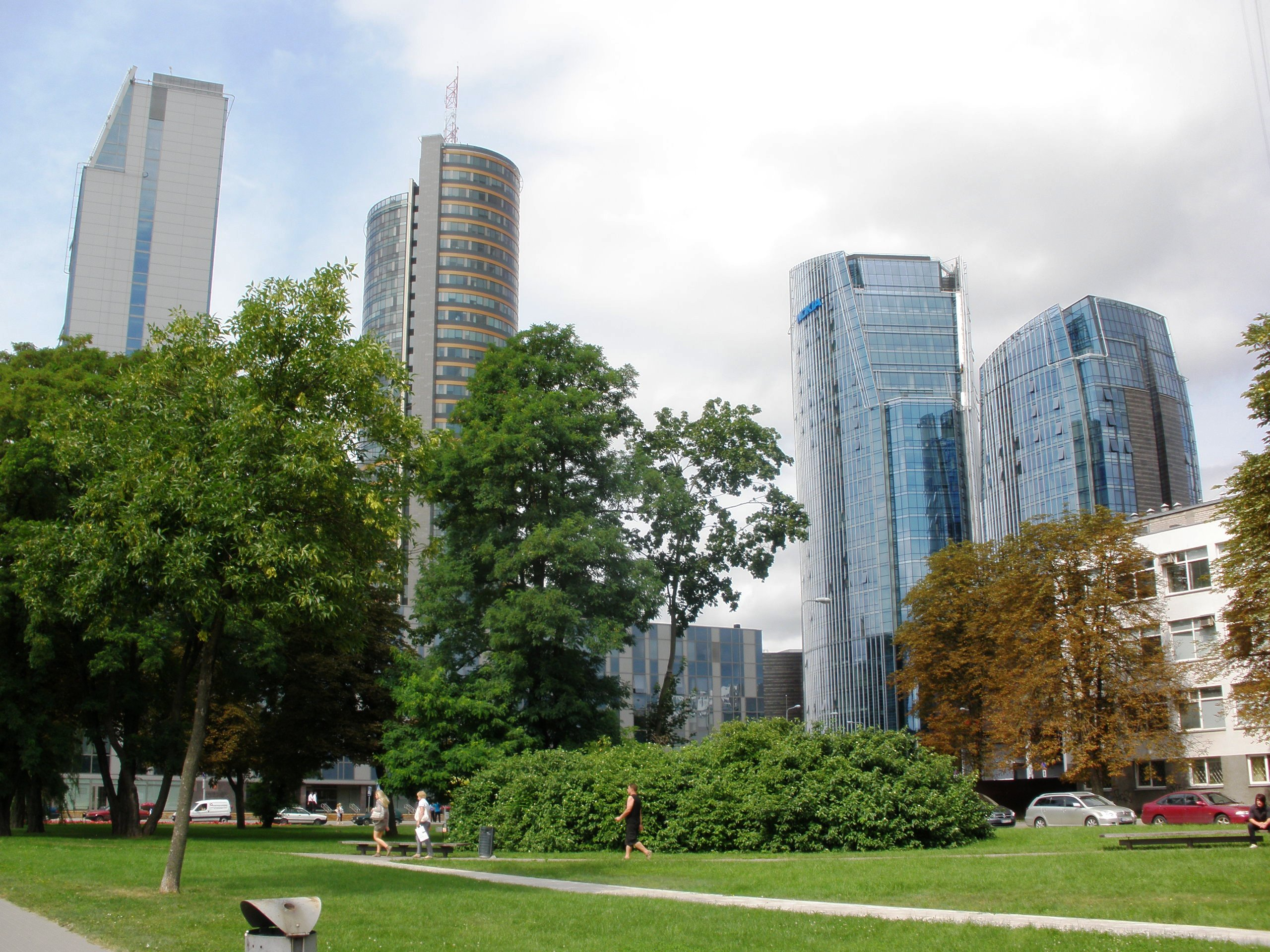
Moderni grattacieli della città
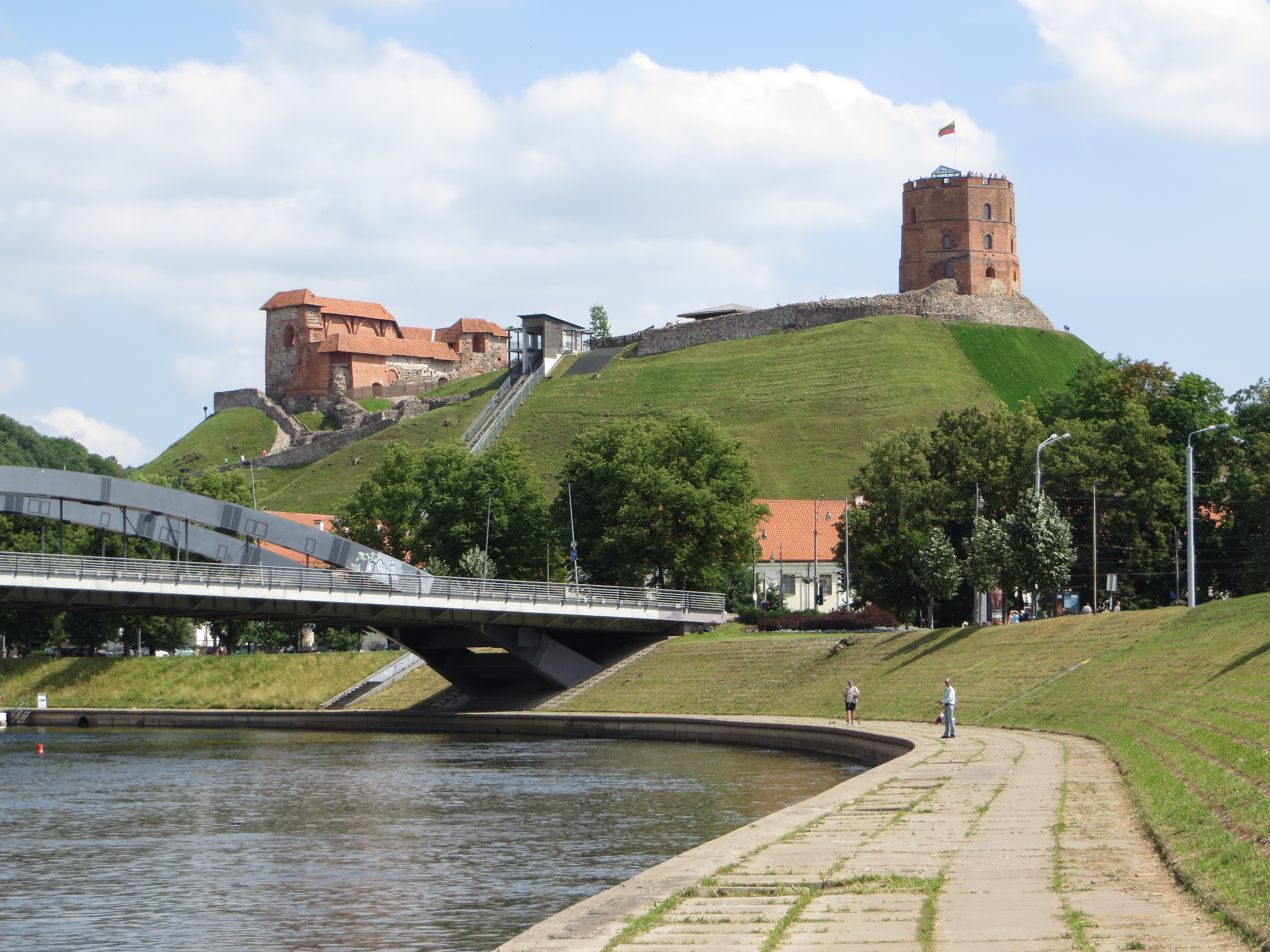
Resti del castello superiore
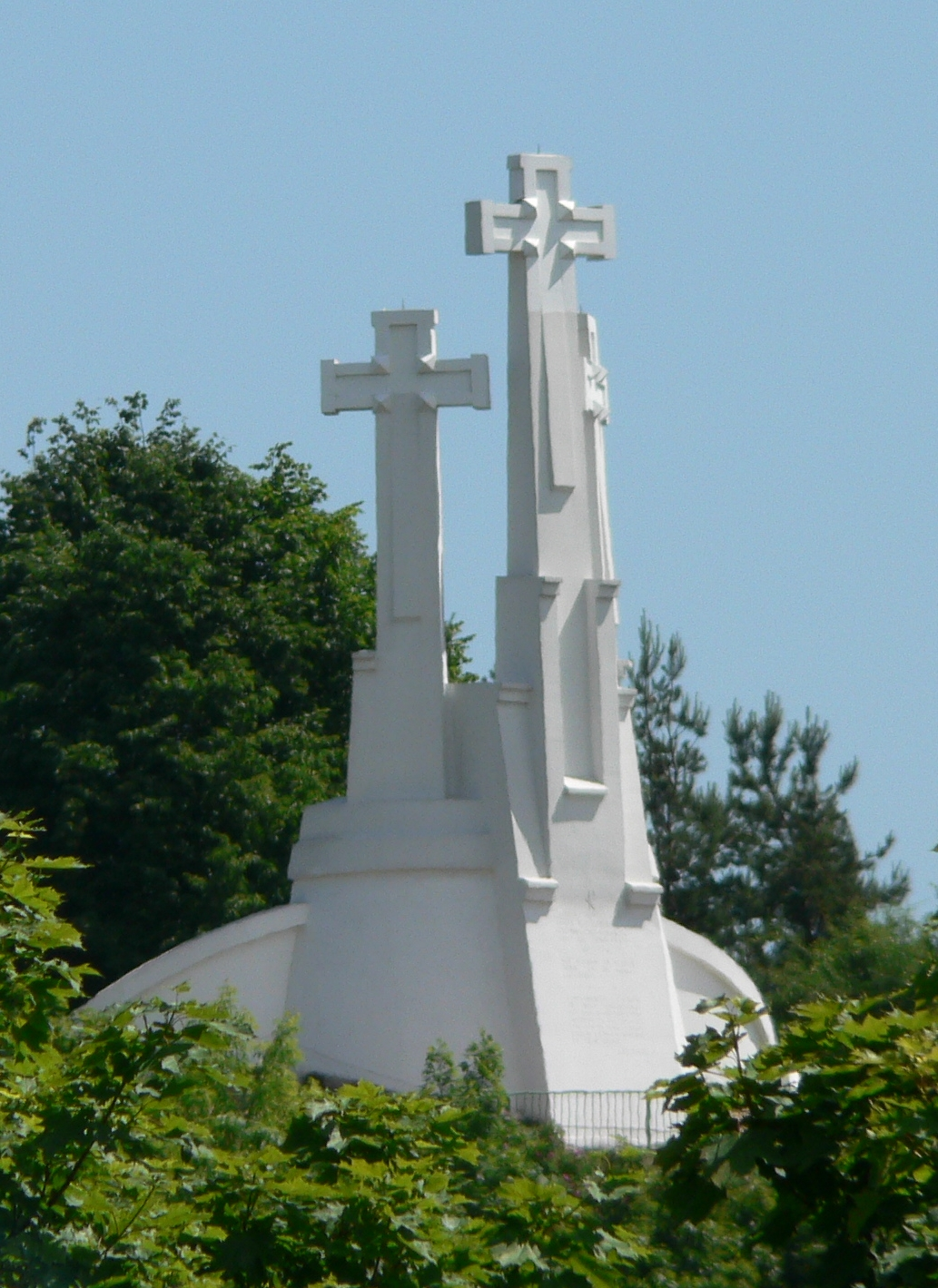
Il monumento delle Tre Croci
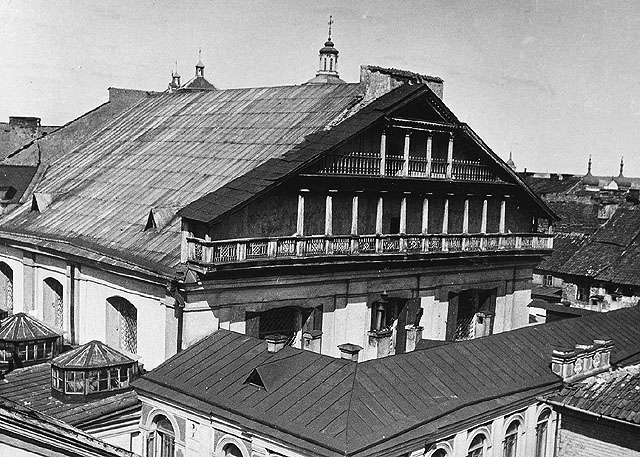
La seicentesca Sinagoga grande di Vilnius, distrutta con l'Olocausto
Il nuovo Centro Direzionale
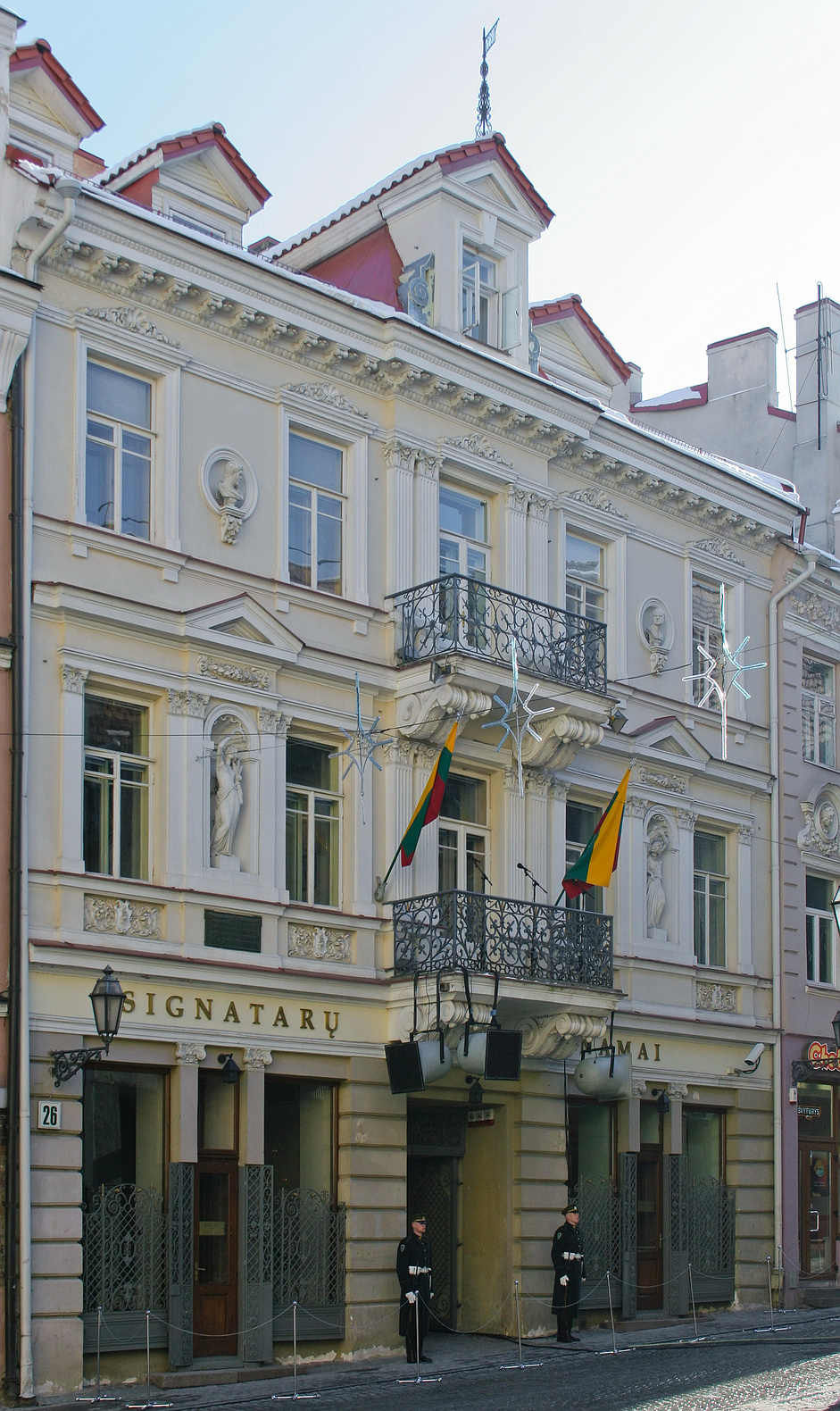
La Casa dei Firmatari dove fu sottoscritto l'atto d'indipendenza del 1918
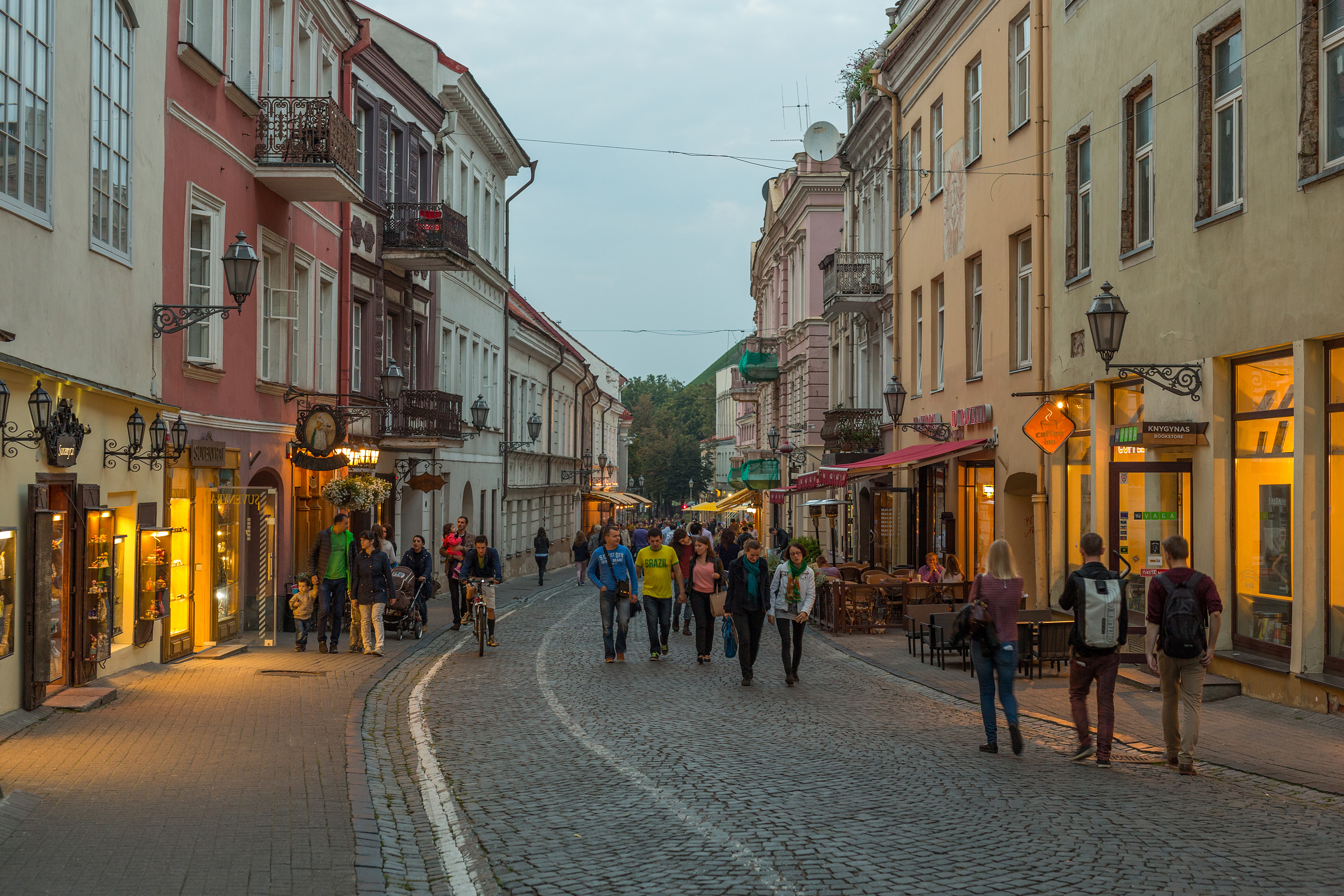
La centralissima via Pilies
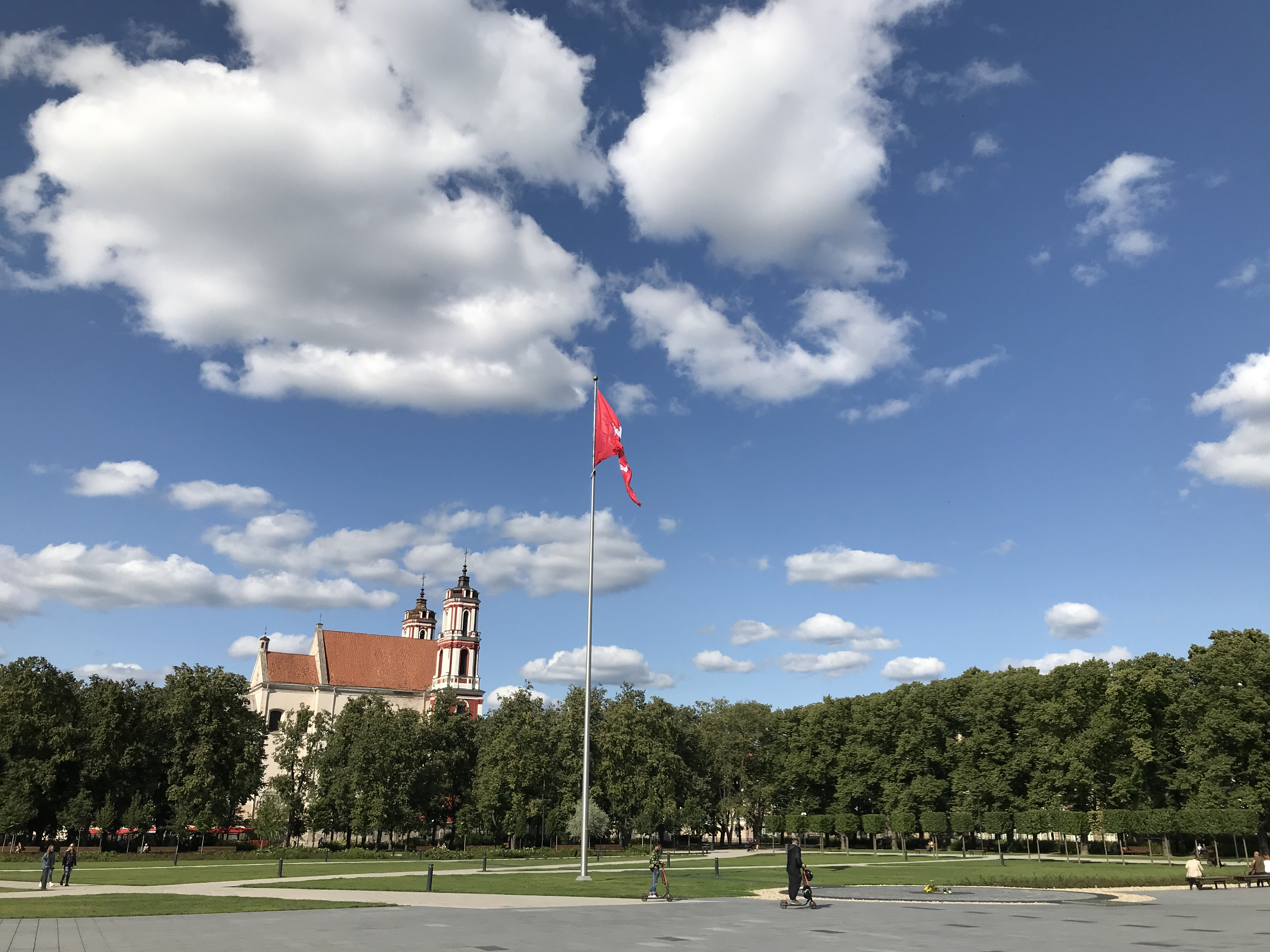
Piazza Lukiškės dopo la ricostruzione del 2018: in epoca sovietica, al centro di essa sorgeva una statua dedicata a Vladimir Lenin
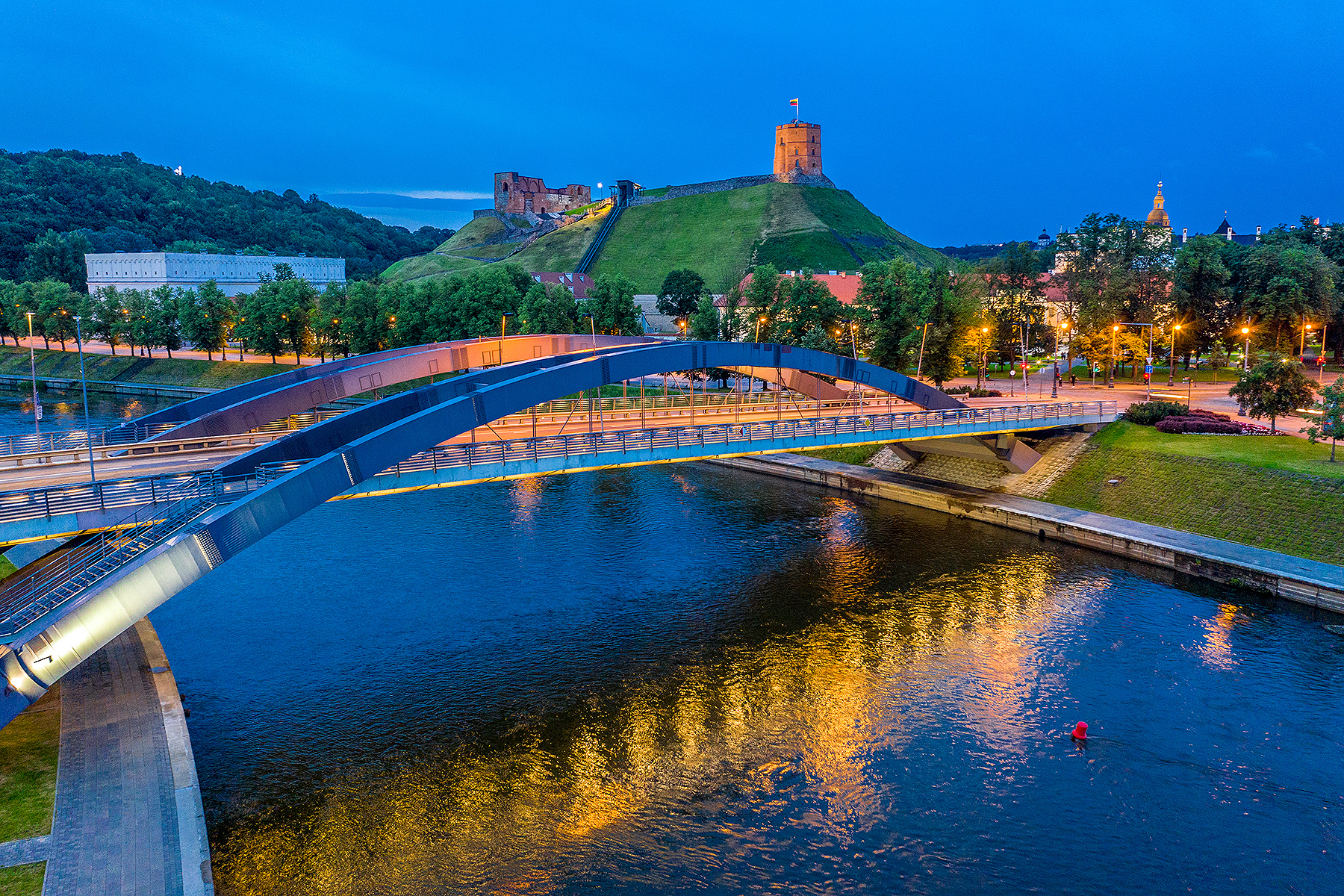
Il ponte Mindaugas sul fiume Neris
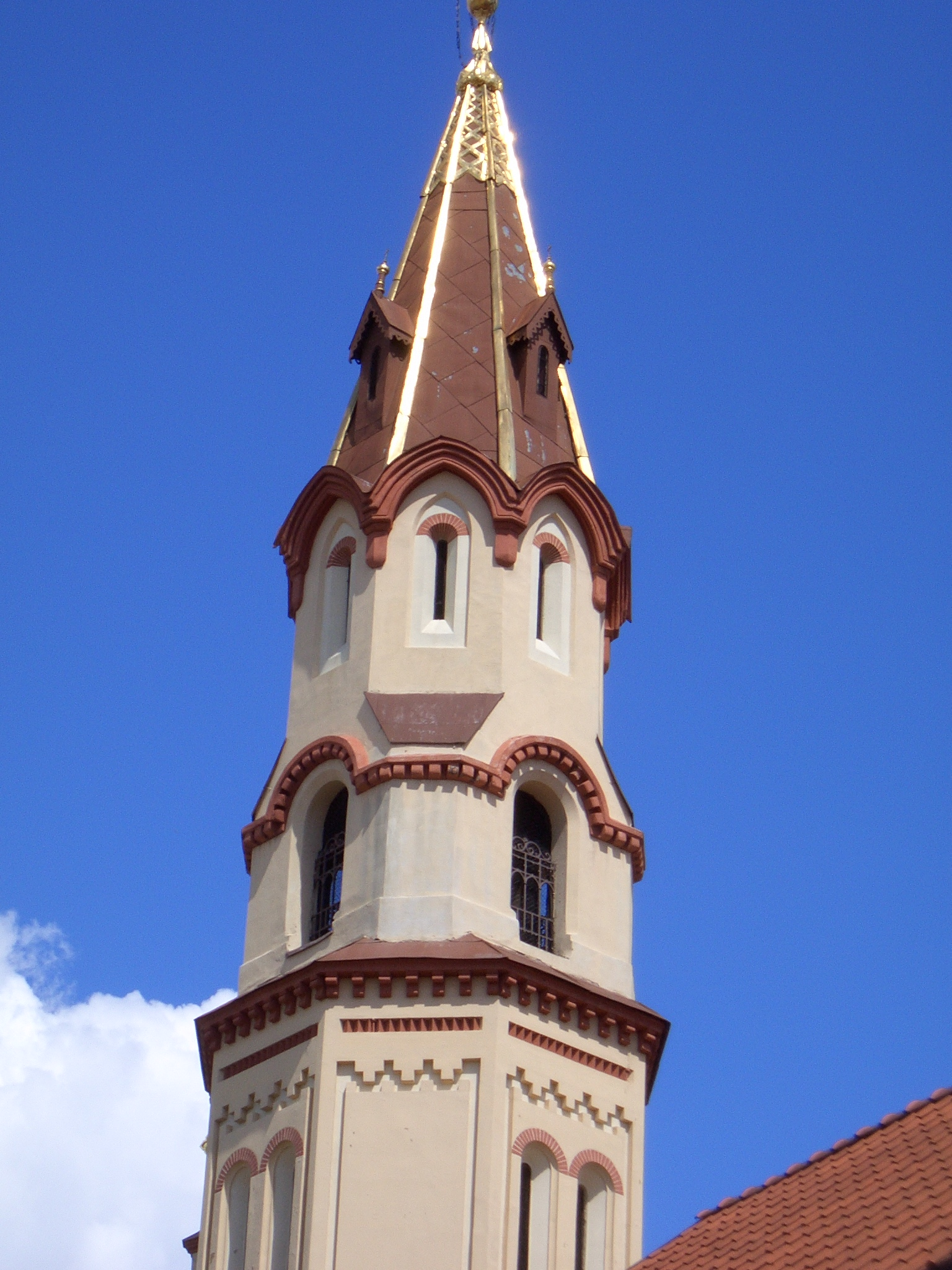
Campanile della Chiesa di San Nicola
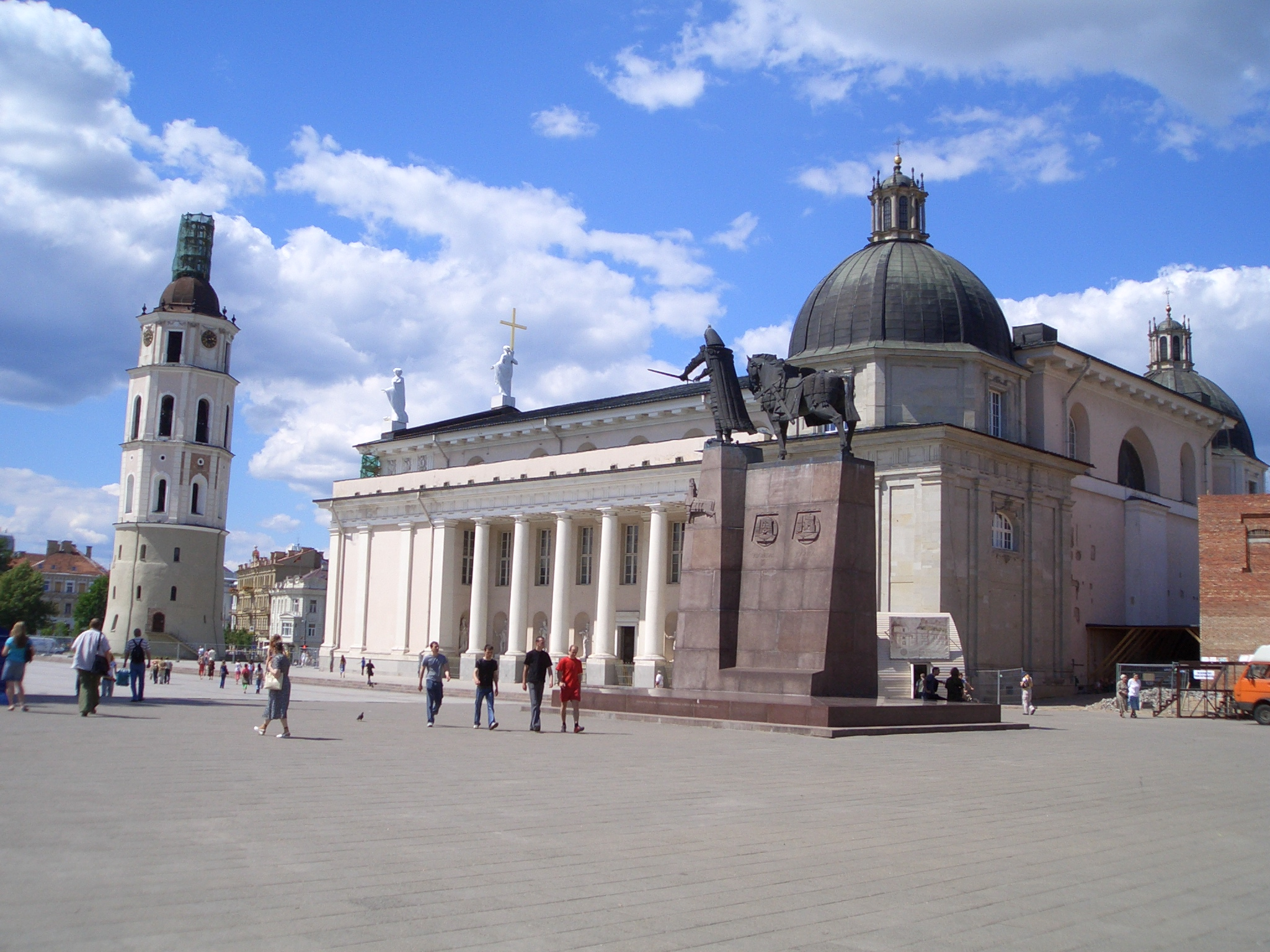
Piazza della Cattedrale
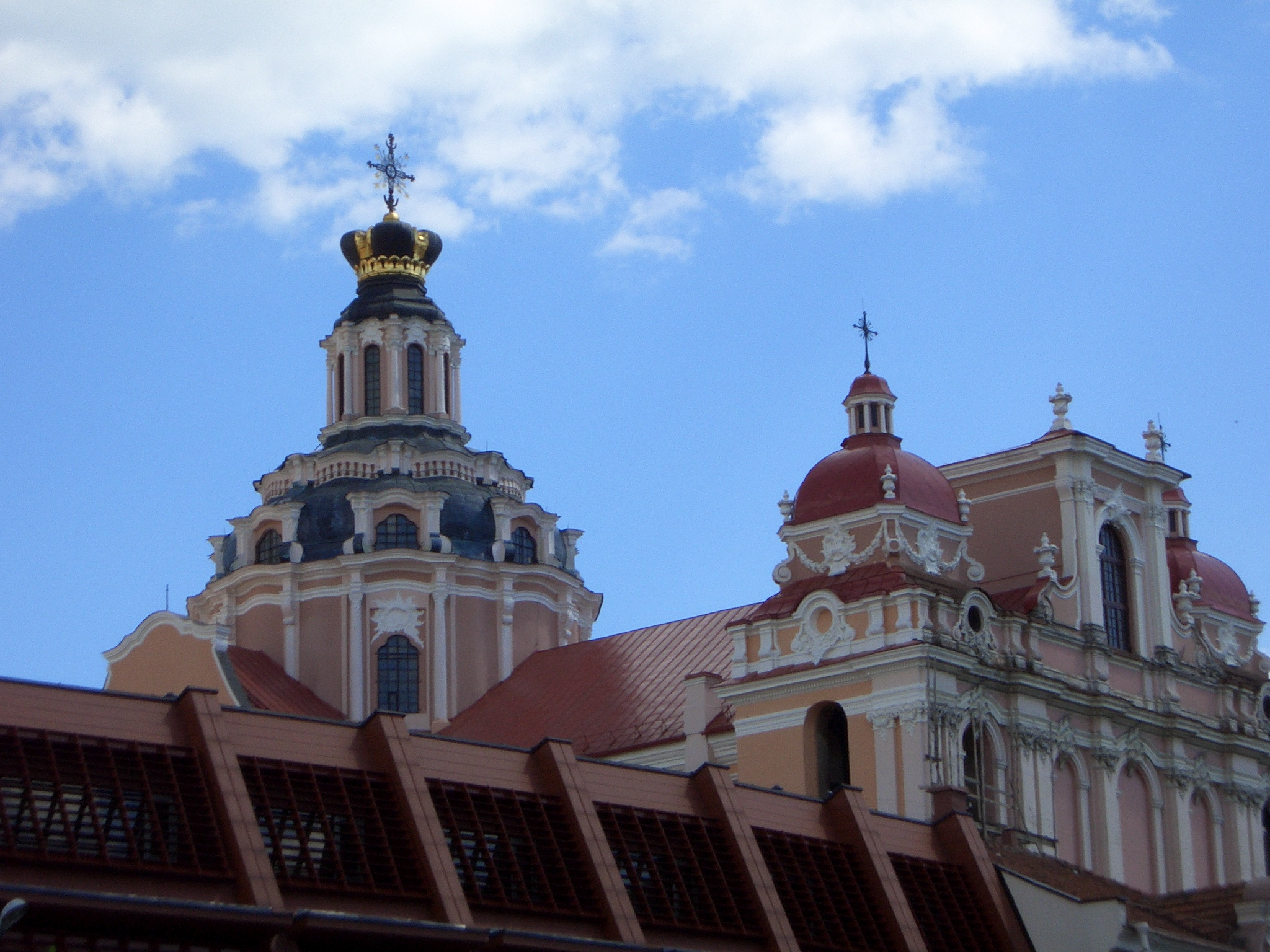
Chiesa di San Casimiro
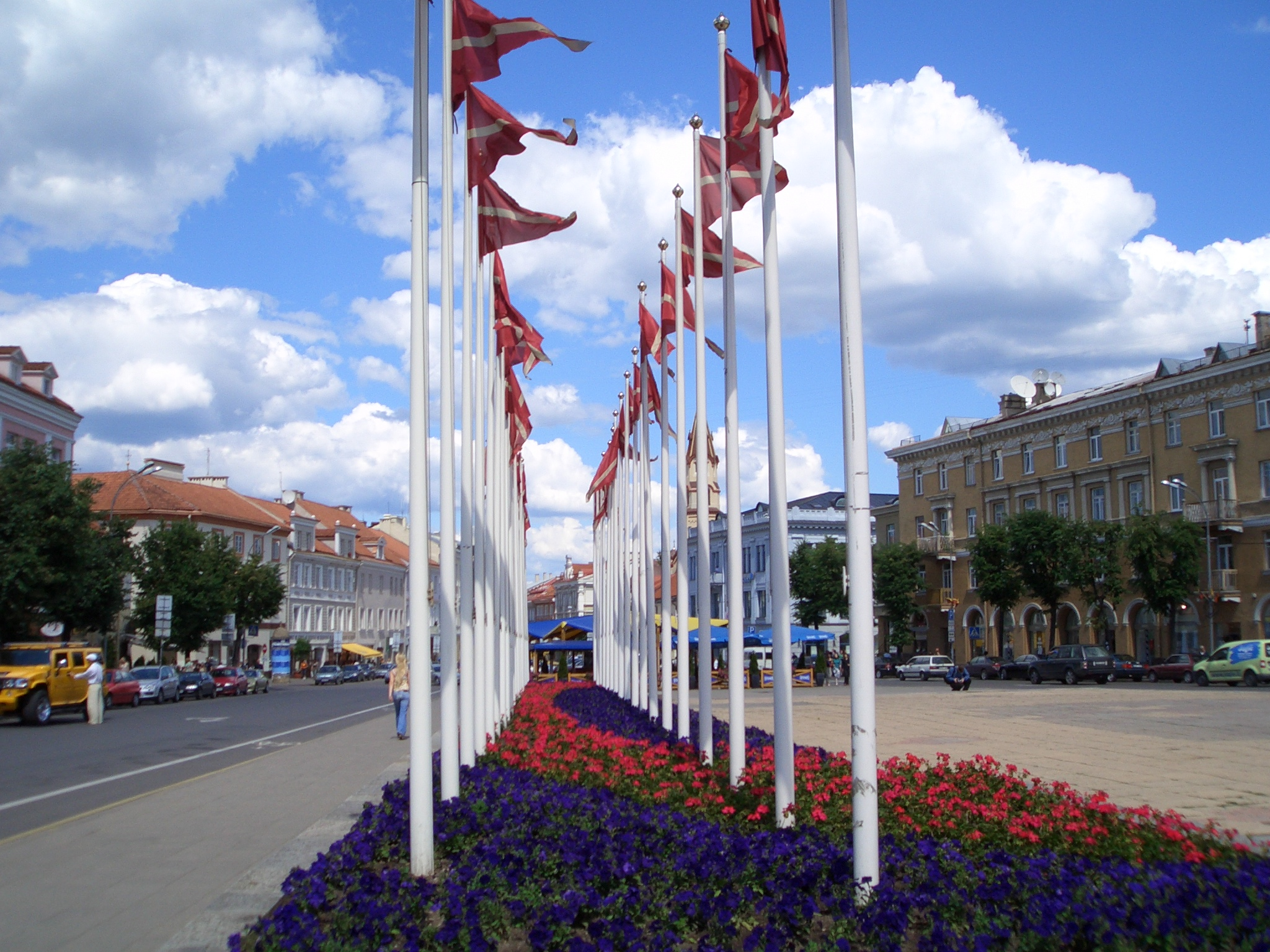
Aiuole e bandiere
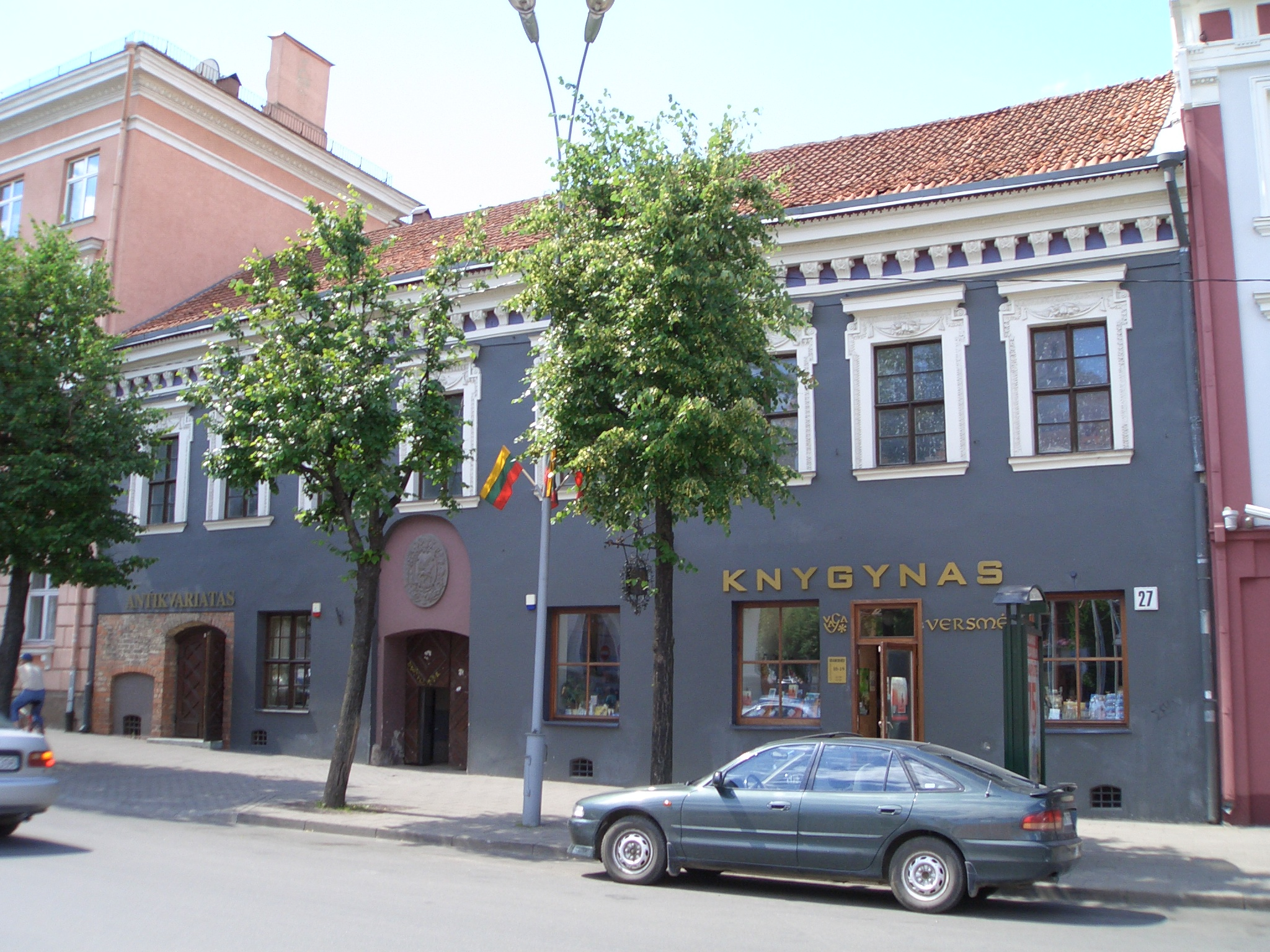
Libreria nel Centro di Vilnius
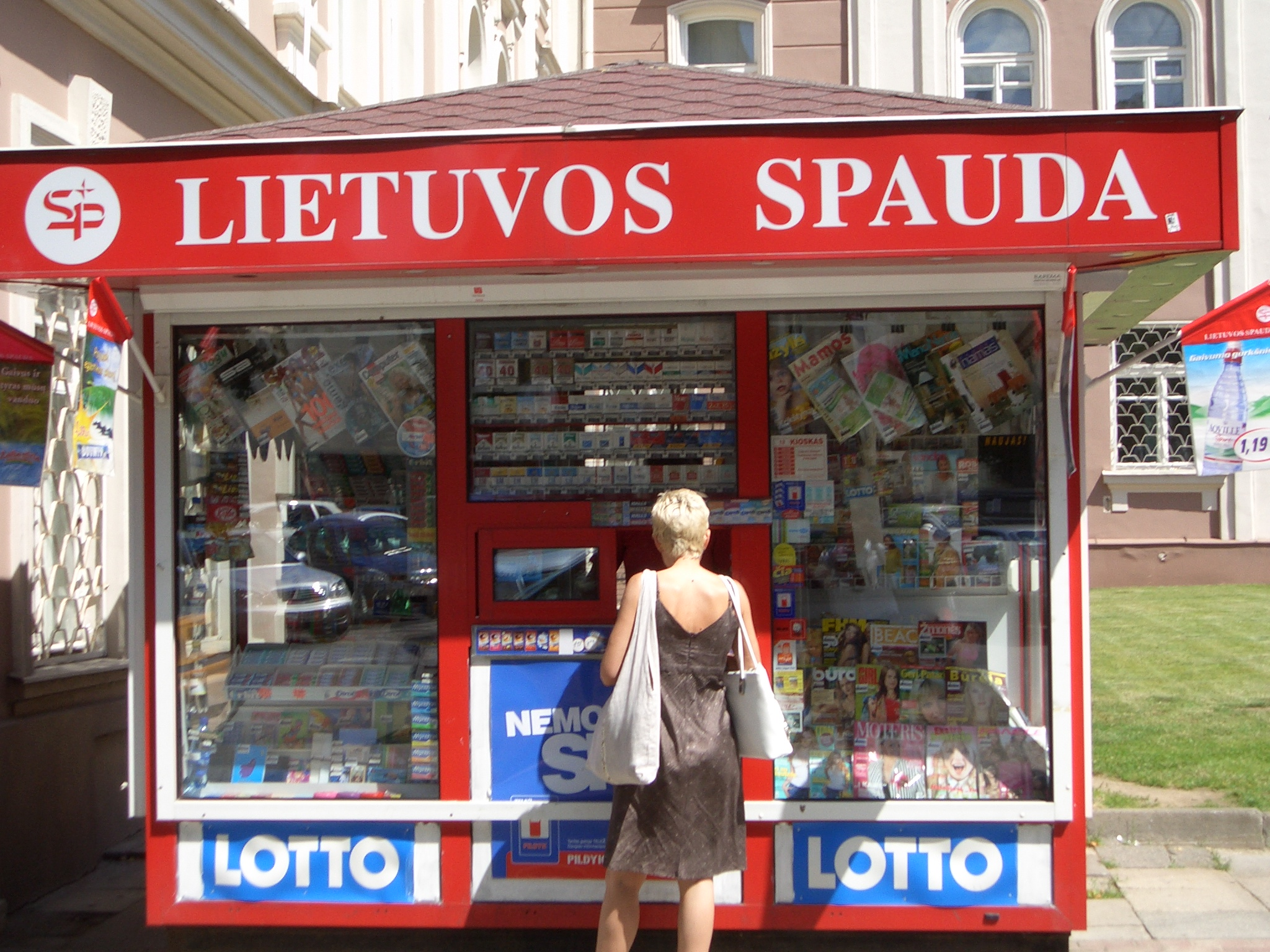
Un'edicola di Vilnius